# Styela brevigaster
Styela brevigaster är en sjöpungsart som beskrevs av C.S. Millar 1988. Styela brevigaster ingår i släktet Styela och familjen Styelidae. Inga underarter finns listade i Catalogue of Life.